# 萊克城 (喬治亞州)
萊克城（英語：Lake City）是一個位於美國喬治亞州克萊頓縣的城市。

## 地理
萊克城的座標為33°36′29″N 84°20′26″W / 33.60806°N 84.34056°W，而該地的平均海拔高度為295米（即968英尺）。

## 人口
根據2010年美國人口普查的數據，萊克城的面積為4.80平方千米，當中陸地面積為4.80平方千米，而水域面積為0.00平方千米。當地共有人口2612人，而人口密度為每平方千米544人。